# Агент-невидимка
«Агент-невидимка» (англ. Invisible Agent) — фильм ужасов режиссёра Эдвина Л. Марина, снятый в 1942 году. Фильм входит в классическую серию фильмов ужасов студии Universal.

## Сюжет
Манхэттен, типография Фрэнка Рэймонда. Группа иностранных агентов (немцы и японцы) пытается уговорить Фрэнка Гриффина (внука человека-невидимки, скрывающегося под именем Фрэнк Рэймонд), продать им препарат, делающий человека невидимым. Фрэнк отказывается, затем под угрозой пыток соглашается, но вместо этого нападает на агентов, разбивает окно и убегает.
После нападения на Перл-Харбор Фрэнк соглашается сотрудничать с армией США, но с одним условием: препарат будет использовать только он сам. С разведывательной миссией его забрасывают в Берлин, где он должен встретиться со связным.
Связной указывает Фрэнку на американского агента, Марию Соренсон, имеющую контакты с высшими нацистскими офицерами. Фрэнк отправляется в её дом и договаривается с Марией о сотрудничестве. К Марии приходит штандартенфюрер Гестапо Карл Хайзер и приносит с собой всё для изысканного ужина — шампанское Moet Chandon, икру, лангустов и т. д. Во время ужина Фрэнк, незримо присутствующий при этом, напивается и зло подшучивает над Хайзером. В итоге взбешённый Хайзер покидает дом, оставив Марию под домашним арестом.
В Гестапо Хайзер докладывает обо всём произошедшем своему начальнику, Конраду Стауферу. Стауфер (именно он пытался купить у Фрэнка препарат в начале фильма) сразу понимает, в чём тут дело. Он вместе с Хайзером едет к Марии, где приказывает арестовать Хайзера и проговаривается про имеющийся у него список немецких и японских агентов в США.
Фрэнк проникает в кабинет Стауфера в Гестапо, но тут двери запираются и появляется Стауфер — это ловушка. Стауфер снова пытается склонить невидимку к сотрудничеству, но Фрэнк устраивает в кабинете пожар и в суматохе сбегает вместе со списком.
Отдав список связному для передачи в США, Фрэнк возвращается в Гестапо и проникает в камеру Хайзера, где в обмен на информацию о нападении Германии на США обещает спасти Хайзера. Оглушив пришедших убить Хайзера офицеров и переодевшись в их одежду, Фрэнк и Хайзер сбегают из Гестапо и едут к дому связного, но там Фрэнк попадает в засаду японских агентов и его вместе с Марией, ставшей невольной наводчицей, увозят в японское посольство.
Хайзер, видевший всё произошедшее, звонит Стауферу и договаривается о своём помиловании в обмен на человека-невидимку. Гестаповцы врываются в японское посольство, завязывается драка между немцами и японцами, в суматохе Фрэнк и Мария сбегают. Барон Икито, глава японских агентов, убивает Стауфера и кончает с собой.
Хайзер, считающий, что после смерти Стауфера он стал главным, преследует машину с Фрэнком и Марией, едущими к военному аэродрому, в то время как его самого преследует машина с гестаповцами. На аэродроме Фрэнк угоняет бомбардировщик и поднявшись в воздух бомбит аэродром, уничтожая остальные самолёты. Гестаповцы расстреливают Хайзера.
Над территорией Англии самолёт сбивают силы ПВО, но Мария успевает выбросить потерявшего сознание Фрэнка с парашютом и прыгает сама. В больнице она навещает Фрэнка и выясняется, что тот уже стал видимым.

## Награды
- Номинация на премию Оскар за спецэффекты[1].

## В ролях
- Джон Холл — Фрэнк Гриффин, внук человека-невидимки
- Илона Мэсси — Мария Соренсон, американский агент в Берлине
- Петер Лорре — барон Икито, глава японских агентов
- Седрик Хардвик — Конрад Стауфер, группенфюрер Гестапо
- Альберт Бассерман — Карл Хайзер, штандартенфюрер Гестапо